# Андрій Лях (Задунайська Січ)
Андрій Лях (*д/н — пом. після 1778) — український військовий діяч, перший кошовий отаман Задунайської Січі у 1775—1778 роках.

## Біографія
У 1770-х роках очолював козацькі загони. Під час знищення у 1775 році Запорізької січі перебував у плавнях. Тут об'єднав козацькі загони, що не підкорилися російській владі. За деякими відомостями Ляха було обрано наказним кошовим отаманом. Ляху вдалося врятувати від росіян січову козацьку ікону Святої Покрови.
З 5000 козаків рушив до Дунаю. Втім в дорозі частина запорожців залишилася на Дніпробузькому лимані, кілька — на Хаджибейському лимані (в районі сучасної Одеси). З іншими А. Лях дістався Дунаю.
Тут Лях вступив у перемовини з османським султаном Абдул-Гамідом I. В результаті козаки визнавали зверхність Османської імперії, а натомість отримували право жити за власним статутом, зберігаючи свій лад, свій одяг, клейноди, самоврядування. Султан віддавав козакам на довічне користування всі землі в гирлі Дунаю, право ставити собі поселення на будь-якій річці чи лимані Причорноморського степу — від Дунаю до Очакова. Козаки та кошовий отаман, мали підпорядковуватися силістрійському паші, водночас сам кошовий набував рангу двобунчужного паші, тобто став османським високопосадовцем.
Кошовим став Андрій Лях, якому було вручено корогву, яку висвятив патріарх Константинопольський Софроній II, а султан подарував ятаган з надзвичайно коштовними піхвами.
Діяльність Ляха сприяла облаштуванню козаків на нових місцях, відтвореню адміністративної системи запорізької січі на Задунайщині. Все це сприяло переселеню на ці землі колишніх запорожців та українських селян.
Разом з тим проблемою Задунайської Січі та її кошового стали стосунки між українським козацтвом та російськими козаками з Дону, що втекли на Дунай після поразки повстання К. Булавіна. Ці конфлікти тривали до 1778 року, коли Лях втратив булаву. Про його подальшу долю немає відомостей.